# Kösching
Kösching er en købstad (markt) i Landkreis Eichstätt i Regierungsbezirk Oberbayern i den tyske delstat Bayern. Den ligger nordøst for Ingolstadt. Kösching strækker sig over et areal på 5.562,32 ha. hvoraf 279 ha er bebygget; Kommunen har godt 8.00 indbyggere.
Markt Kösching består ud over byen Kösching af landsbyerne Kasing og Bettbrunn.

## Nabokommuner og byer
Lenting, Hepberg, Oberdolling, Großmehring, Ingolstadt
- Wikimedia Commons har flere filer relateret til Kösching